# Sarcochilus odoratus
Sarcochilus odoratus är en orkidéart som beskrevs av Rudolf Schlechter. Sarcochilus odoratus ingår i släktet Sarcochilus och familjen orkidéer. Inga underarter finns listade i Catalogue of Life.